# Loricoecia loricata
Loricoecia loricata är en kräftdjursart som först beskrevs av Claus 1894.  Loricoecia loricata ingår i släktet Loricoecia och familjen Halocyprididae.

## Underarter
Arten delas in i följande underarter:
- L. l. minor
- L. l. loricata